# Vestijärvi
Vestijärvi är en sjö i Finland. Den ligger i kommunen Enare i landskapet Lappland, i den norra delen av landet, 1 000 km norr om huvudstaden Helsingfors. Vestijärvi ligger 122,8 meter över havet. Arean är 1,34 kvadratkilometer och strandlinjen är 17,7 kilometer lång. Sjön  ingår i Pasvik älvs huvudavrinningsområde. 